# VfR Wormatia 08 Worms
Maillots
Le VfR Wormatia Worms est un club allemand de football basé à Worms.

## Historique
- 1908 : fondation du club sous le nom de SC Wormatia 1908 Worms
- 1921 : le club est renommé Wormatia VfL Worms
- 1922 : fusion avec le VfR 1908 Worms en VfR Wormatia 1908 Worms
- 1938 : fusion avec le Reichsbahn TuSV Worms en Reichsbahn TSV Wormatia Worms
- 1945 : le club est renommé VfR Wormatia Worms

## Anciens joueurs
- Rüdiger Abramczik
- Petar Radenkovic